# Gran Vihara de Anuradhapura

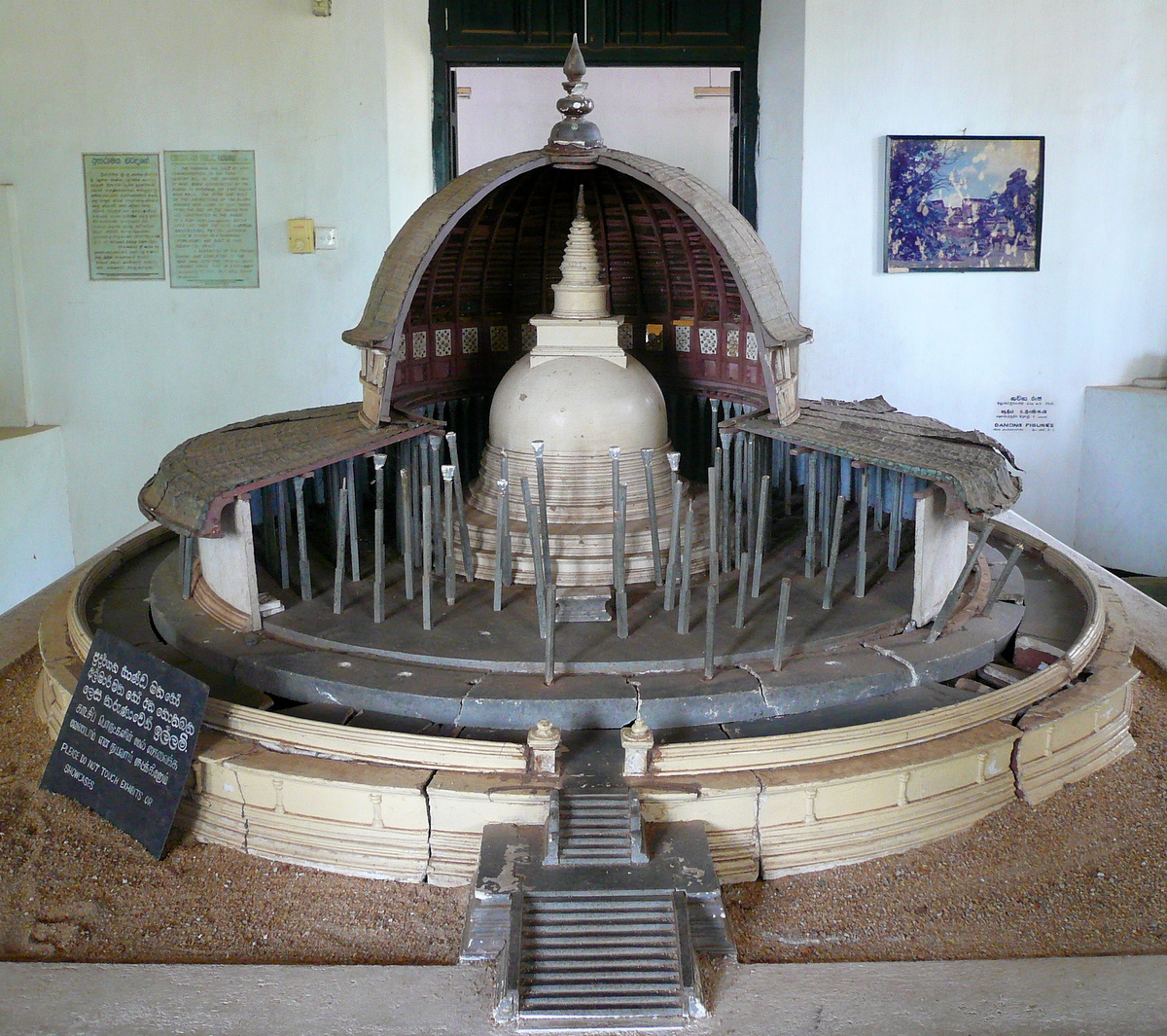
Modelo de la estupa Thuparama la primera de Sri Lanka, la cual fue parte del complejo del Gran Vihara.

El Gran Vihara de Anuradhapura (Anuradhapura Maha Viharaya) fue un importante monasterio budista de la orden de Theravada en Sri Lanka. Fue fundado por el rey Devanampiya Tissa (247-207 aC) en su capital de Anuradhapura. Monjes como Buddhaghosa (siglos IV y V) y Dhammapala que escribieron comentarios sobre el Tipitaka y textos como el Visuddhimagga que son centrales a la doctrina budista Theravada.
En el siglo V, el Maha Vihara era posiblemente la universidad más sofisticada de Asia del sur y oriental. Muchos académicos internacionales lo visitaron y aprendieron muchas disciplinas bajo una instrucción altamente estructurada.

## Grupos monásticos Theravada

### Historia inicial
Tres subdivisiones de Theravada existieron en Sri Lanka durante gran parte de la historia temprana del budismo allí: Mahāvihāra («Gran Vihara»), Abhayagiri vihāra y Jetavanaramaya. El Gran Vihara fue la primera tradición establecida, mientras que los monjes que se habían separado de la tradición Mahāvihāra establecieron Abhayagiri vihāra y Jetavana vihāra. Según AK Warder, la secta india Mahīśāsaka también se estableció en Sri Lanka simultáneamente con Theravāda, en la cual fue absorbida más tarde.  Las regiones del norte de Sri Lanka también parecen haber sido cedidas a las sectas de la India en ciertos momentos.
Según el Mahavamsa, el Gran Vihara de Anuradhapura fue destruido durante los conflictos sectarios con los monjes del Abhayagiri vihāra durante el siglo IV. Estos monjes del movimiento mahāyāna incitaron a Mahasena de Anuradhapura para destruir el Gran Vihara de Anuradhapura. Como resultado de esto, un rey posterior expulsó a los mahayanidíes de Sri Lanka.
La historia de los theravadanís proporcionada por Mahavamsa contrasta con los escritos del monje budista chino Fa Xian, quien visitó la India y Sri Lanka a principios del siglo V (entre el 399 y el 414). Primero entró en Sri Lanka alrededor del 406 y comenzó a escribir sobre sus experiencias en detalle. Registró que el Maha Vihara no solo estaba intacto, sino que dice que albergaba 3000 monjes. También proporciona un relato de una cremación en Maha Vihara a la que personalmente asistió, de un altamente respetado sramana quien logró la condición de arhat («perfecto»). Fa Xian también registra la existencia al mismo tiempo del templo de Abhayagiri y que este monasterio albergaba 5000 monjes. En el siglo VII, Xuanzang también describe la existencia concurrente de ambos monasterios en Sri Lanka. Xuanzang escribió dos divisiones importantes del Theravada en Sri Lanka, en referencia la tradición de Abhayagiri como la «Mahayana Sthaviras», y la tradición del Mahā vihar como la «hīnayāna Sthaviras». Xuanzang posteriormente escribe, «Los Mahāvihāravāsins rechazaban la práctica Mahayana y practicaban la hīnayāna, mientras los Abhayagirivihāravāsins estudiaban tanto las enseñanzas Hinayana como los Mahayana y propagaban el Tripitaka».

### Historia posterior

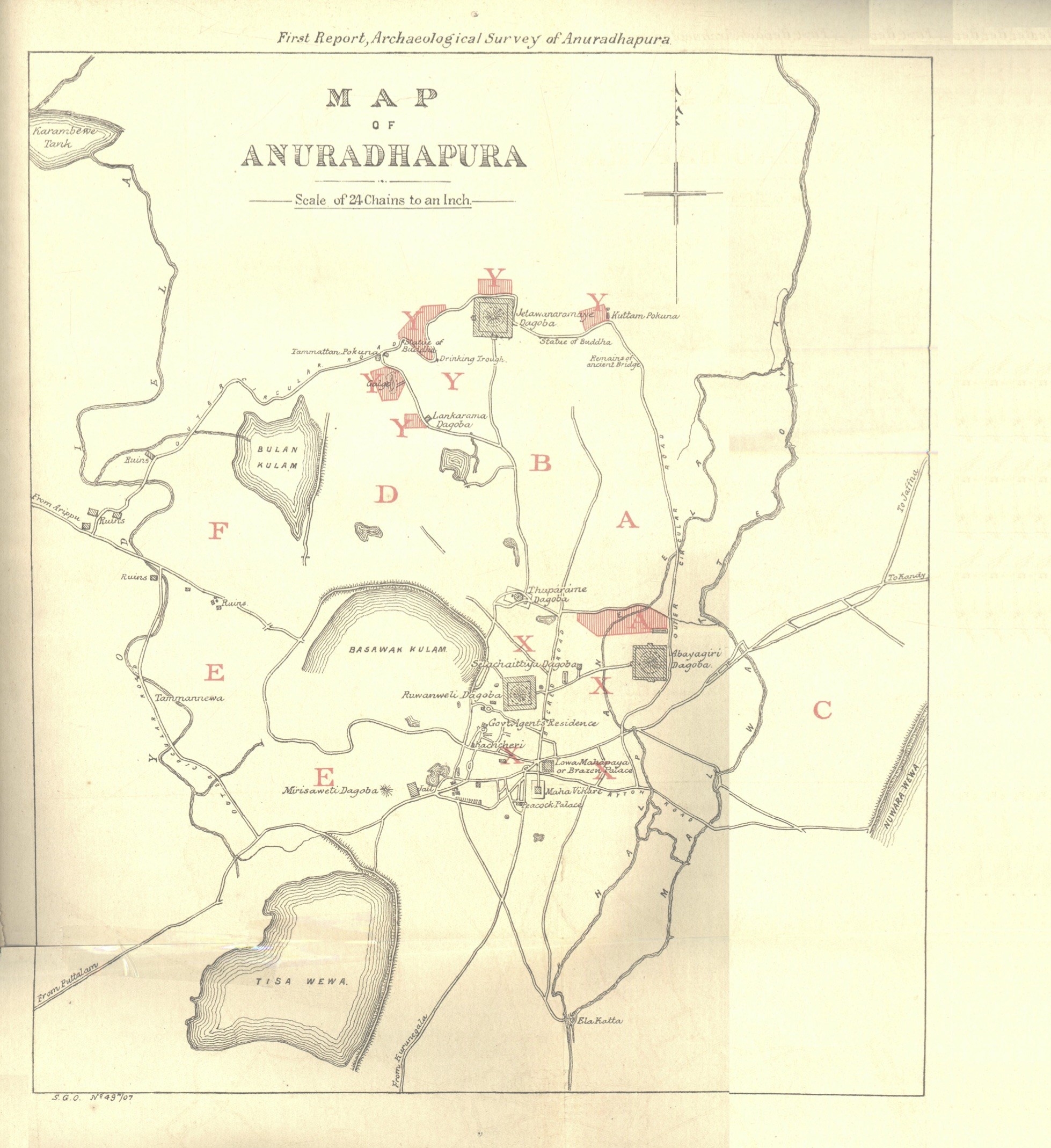
1890 mapa de Anuradhapura por Harry Charles Purvis Bell que muestra la ubicación del Gran Vihara.

Algunos estudiosos han sostenido que los gobernantes de Sri Lanka se aseguraron de que la escuela de Theravada quedara como tradicional, y que esta característica contrastaba con el budismo indio. Sin embargo, antes del siglo XII, más gobernantes de Sri Lanka brindaron apoyo y patrocinio a los  theravadíes de Abhayagiri, y viajeros como Fa Xian vieron a ellos como la principal tradición budista en Sri Lanka.
La tendencia de que Abhayagiri Vihara fue la secta dominante de Theravada, cambió en el siglo XII, cuando el Gran Vihara obtuvo el apoyo político del rey Parakramabahu I (1153-1186 EC), y abolió por completo las tradiciones Abhayagiri y Jetavana Theravada. Los monjes Theravada de estas dos tradiciones fueron destituidos y se les dio la opción de regresar a la laicidad de forma permanente, o intentar la reordenación bajo la tradición mahāyāna como «novicios». Richard Gombrich escribe que muchos monjes de este monasterio también fueron expulsados:

Aunque la crónica dice que reunió a la Sangha, esta expresión pasa por alto el hecho de que lo que hizo fue abolir el Abhayagiri y el Jetavana Nikāyas. Laicizó a muchos monjes de la Mahā Vihāra Nikāya, a todos los monjes de las otras dos; y luego permitió que los mejores de estos últimos se convirtieran en novicios en la Sangha ahora «unificada», en la que tendrían que ser reordenados a su debido tiempo.